# Казахи в Самарской области
Самарские казахи (каз. Самара қазақтары) — казахская община, проживающая в Самарской области. По результатам Всероссийской переписи населения 2010 года в Самарской области проживает 15,6 тысяч казахов (0,5%).

## История
Современное казахское население области представлено потомками переселенцев 20-х годов XX века, расселившимися преимущественно в южных и восточных районах. Переезжали они из Казахстана как в уже обжитые русскоязычным населением села (Натальино, Калиновка), так и во вновь осваиваемые (Потуловка, Безенчукский район).
Во время коллективизации на территории Большечерниговского района было создано несколько национальных колхозов. В 1939 году был организован казахский колхоз «Кызыл Акраб». До этого большая часть переселенцев жила недалеко от поселка Кротовка. Впоследствии к ним приехали родственники из Казахстана — еще несколько семей. Так в степи возник новый поселок Бостандык. В 1962 году после объединения с колхозом имени Шевченко, находившемся в посёлке Кошкин, «Кызыл Акраб» прекратил свое существование.
Перед Великой Отечественной войной, примерно в 1938-1939 годах, в пяти километрах oт поселка Кобзевка Большеглушицкого района Самарской области, на берегу реки Журавлихи поселились казахи. В 1960-е годы казахи постепенно переселились в совхоз «Степной», который был организован в поселке Кобзевка. Первыми переселились семьи Сабирова, Кадыргалия, Мендалеева, Кабдрахима, Сабирова, Кабдыгалия из рода «Кулшик».
Поселок Булак Красноярского района (ранее Комаер) был основан в 1920-е годы. В 1939 году его начали заселять первые казахские семьи.

## Расселение
Казахи Самарской области до сих пор остаются преимущественно сельскими жителями, в городах проживает около 20% казахов. Казахи проживают компактно в южных и восточных районах Самарской области: Безенчукском (села Осинки, Макарьевка), Большеглушицком (поселки Кобзевка, Озерск), Болшечерниговском, Кинельском (Аул Казахский), Кинель-Черкасском (поселок Безречье), Красноармейском, Красноярском (поселки Булак и Малиновка), Пестравском, Хворостянском. Крупнейшее казахское поселение Аул Казахский расположено в Кинельском районе.

## Организации
В Самарской области существуют пять мечетей, инициаторами строительства которых являются казахи. Первая мечеть построена в селе Осинки Безенчукского района, вторая мечеть в поселке Булак Красноярского района. Несколько лет в мечети села Булак ведутся занятия по изучению основ ислама и арабской графики, истории казахского народа и казахского языка. Цель этих занятий — воспитание духовно-нравственных ценностей, привитие религиозных взглядов, обучение правилам здорового образа жизни. Педагогом является имам мечети Махалля «Булак» Ербулат Исболович Сагандыков. Местной мусульманской религиозной организацией Махалля «Булак» организован мусульманский лагерь для детей школьного возраста. Третья мечеть находится в Ауле Казахском Кинельекого района. В настоящее время в мечети проводятся два больших праздника: Курбан-байрам, Ораза Байрам. Четвертая мечеть — в селе Красноармейское Красноармейского района. В 2011 году была построена мечеть в поселке Светлый ключ Красноярского района.
Для сохранения и развития казахского языка и казахской культуры в 2003 году была создана Самарская региональная казахская национально-культурная автономия «Ак жол» («Светлый путь»). Казахская автономия создала 13 филиалов «Ак жол» в районах компактного проживания казахского населения в Самарской области. Благодаря автономии «Ак жол» началось возрождение и создание национальных творческих коллективов. В настоящее время в Самарской области активно работают:
1. Народный казахский ансамбль песни и ганца «Еркемай» (Кинельский район, Аул Казахский, при СДК);
2. Детский театральный коллектив «Мейрам» (Кинельский район, Аул Казахский, при СДК);
3. Казахский ансамбль песни и танца «Чародей» (Кинель-Черкасский район, при Медицинском колледже села Кинсль- Черкассы);
4. Народный казахский ансамбль ганца «Айгуль» (Самара, СРКНКА «Ак жол»);
5. Народный казахский театр моды «Маржан» (Самара, СРКНКА «Ак жол»);
6. Казахская вокальная группа «Маххабат» (Нефтегорск, при ДК «Нефтяник»);
7. Казахский ансамбль песни и танца «Балдаурен» (Красноярский район, село Светлый ключ, при СДК);
8. Казахский ансамбль песни «Ак булак» (Самара, СРКНКА «Ак жол»);
9. Казахская вокальная группа «Ару Ана» (Самара, СРКНКА «Ак жол»).

В 2008 году в Самарском институте повышения квалификации работников образования состоялось первое международное совещание по вопросам изучения казахского языка и культуры.
С 2009 года при Доме дружбы народов Самарской области проходят занятия воскресной школы по изучению казахского языка, культуры, традиции, обрядов и национальной одежды, педагогами которой в разное время были Зоя Зербисовна Асимова и Айгуль Наримановна Жалелова. Обучаются в школе более 50 человек разного возраста от 4 лет до 45 лет.